# Montastruc (Tarn i Garonna)
Montastruc – miejscowość i gmina we Francji, w regionie Oksytania, w departamencie Tarn i Garonna. Przez gminę przepływa rzeka Aveyron. 
Według danych na rok 1990 gminę zamieszkiwało 209 osób, a gęstość zaludnienia wynosiła 45 osób/km² (wśród 3020 gmin regionu Midi-Pireneje Montastruc plasuje się na 854. miejscu pod względem liczby ludności, natomiast pod względem powierzchni na miejscu 1517.).